# カルボス・デ・ランディン

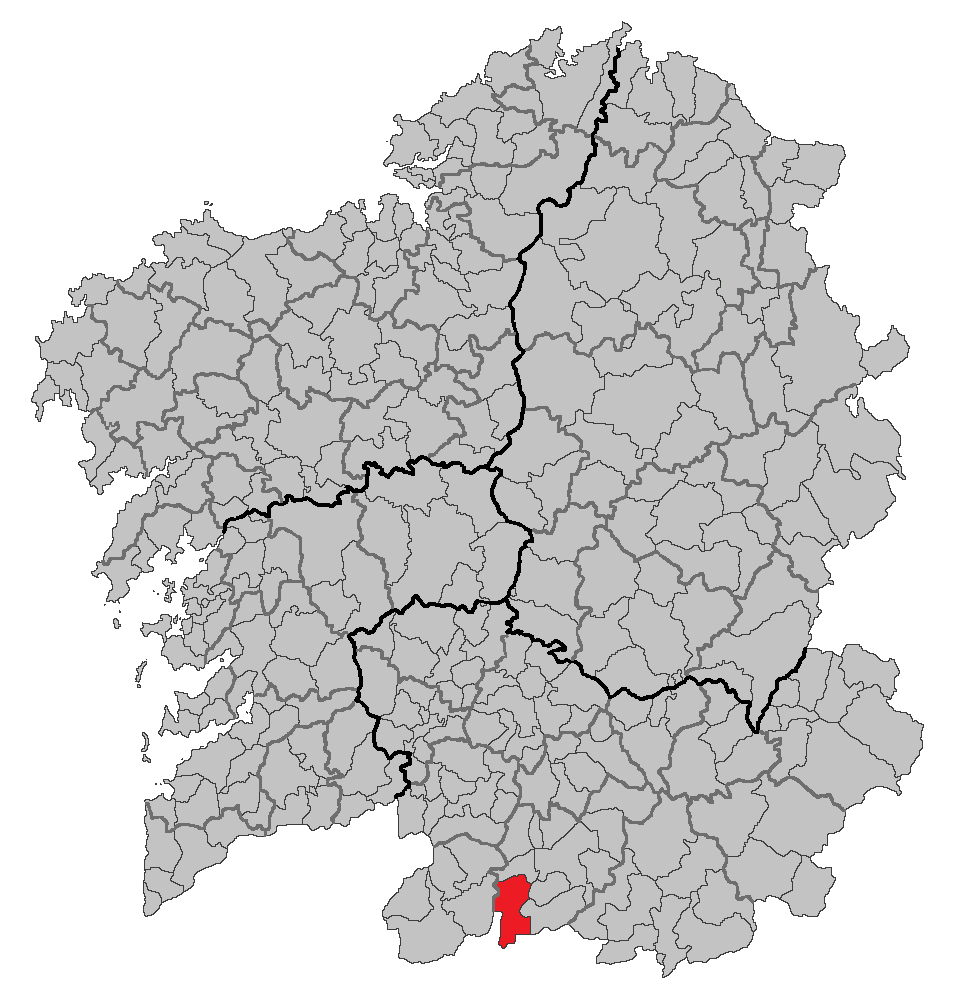

カルボス・デ・ランディン（Calvos de Randín）は、スペイン、ガリシア州、オウレンセ県の自治体。コマルカ・ダ・リミアに属する。歴史的にはコウト・ミクストと呼ばれる地域の一部である。自治体住民名簿によれば2009年の人口は1,093人（2003年:1,242人）である。
ガリシア語話者の自治体住民に占める割合は98.78％（2001年）。

## 地理
カルボス・デ・ランディンはオウレンセ県の南部に位置し、コマルカ・ダ・リミアに属している。北はポルケイラ、東はオス・ブランコスとバルタール、西はムイーニョス、の各自治体と隣接、南はポルトガルとの国境、自治体の中心地区はカルボス教区のカルボス地区。

### 人口
| カルボス・デ・ランディンの人口推移 1900－2010           |
|                                                         |
| 出典:INE（スペイン国立統計局）1900年 - 1991年、1996年 - |

## 政治
自治体首長はガリシア社会党（PSdeG）のアキリーノ・バレンシア・サルガード（Aquilino Valencia Salgado）、自治体評議員はガリシア社会党：5、ガリシア国民党（PPdeG）：4となっている（2007年の自治体選挙の結果、得票順）。 

## 教区
カルボス・デ・ランディンは9の教区に分けられる。太字は自治体中心地区のある教区。
- カルボス（サンティアーゴ）
- カステラウス（サン・マルティーニョ）
- フェアス（サン・ミゲル）
- ゴルペジャス（サン・ショアン）
- ロバス（サン・ビセンテ）
- ランディン（サン・ショアン）
- リオセコ（サンタ・マリーニャ）
- ルビアス・ドス・ミクスト（サンティアーゴ）
- ビラ（サンタ・マリーア）